# Église Saint-Pierre de Villegouge
Pour les articles homonymes, voir Église Saint-Pierre.
L'église Saint-Pierre est une église catholique située dans la commune de Villegouge, dans le département de la Gironde, en France.

## Localisation
L'église Saint-Pierre est au cœur de Villegouge, sur la route départementale D 138, entre Galgon au nord et Lugon au sud.

## Historique
L'église Saint-Pierre est d'origine romane,dépendant de l'abbaye de Saint Sauveur de Blaye, puis du couvent des pères minimes
de Bordeaux,. Elle était très remaniée au XVIIIe et XIXe siècles.
La construction de l'église date du XIIe siècle, de style roman tardif, en moyen appareil régulier et décor sculptée caractéristique de l'époque. Le chevet est plat à trois baies.
La nef, voûtée en berceau, comporte quatre travées dont les deux premières à l’est datent de la fin du XIIe siècle. Les bras du transept sont formés par deux chapelles à absidiole, voûtées sur croisées d’ogive. L’abside forme un demi cylindre surmonté d’un toit en demi cône. Le clocher est placé sur la façade nord de la nef.
Le portail, encadré de deux contreforts, datant du XVe siècle et présentant cinq voussures en arc brisé, qui retombent sur de courtes colonnes surmontées de chapiteaux. Les colonnes et chapiteaux sculptés sont maintenant très dégradés.
Au-dessus, une corniche simple, puis un mur plat.
Puis, au XVIIIe siècle, la réfection de la façade ouest et construction d'un bas-côté nord à quatre travées, communiquant avec la nef par trois arcades en plein cintre ouverts dans le mur nord.

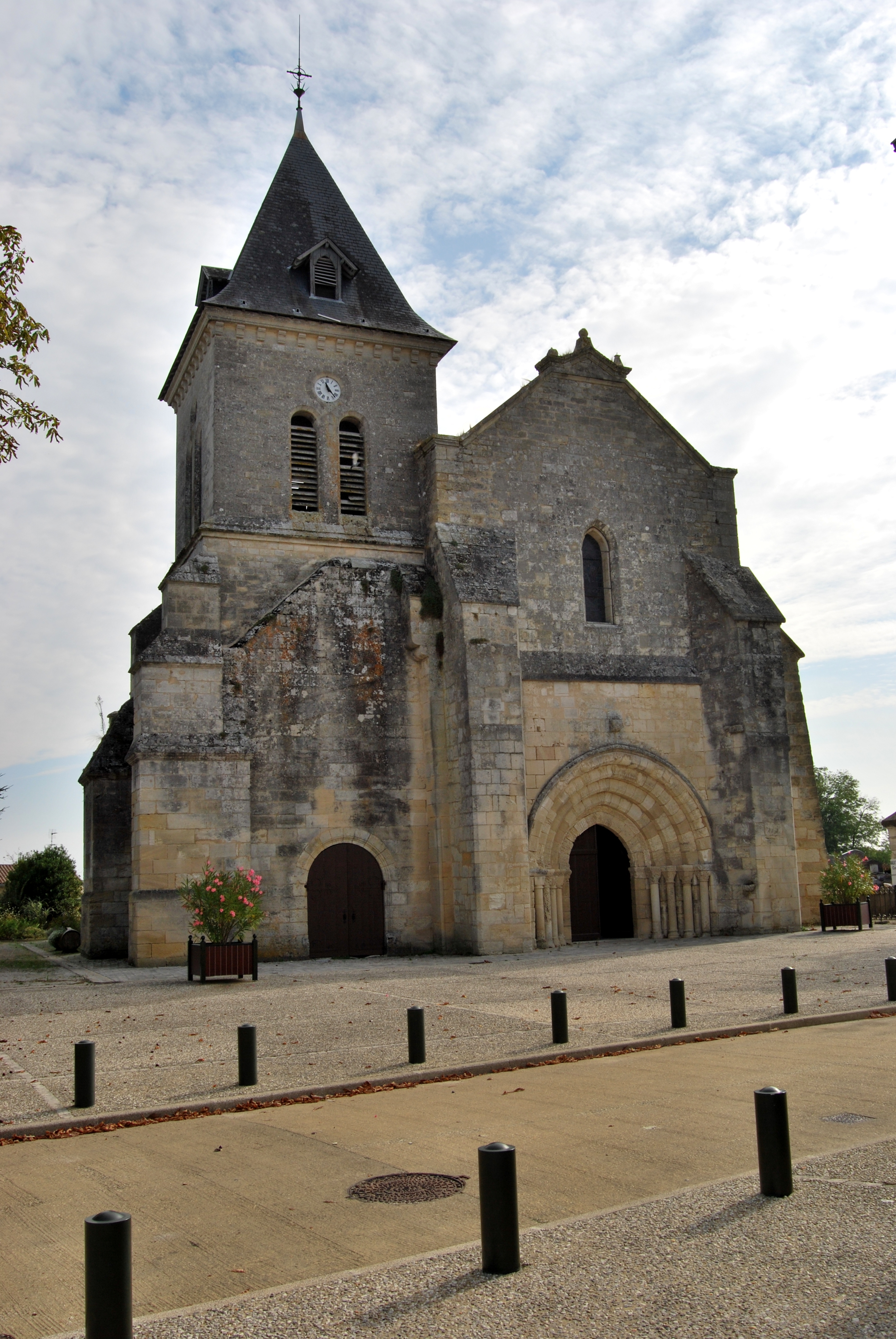
Façades Nord et Ouest
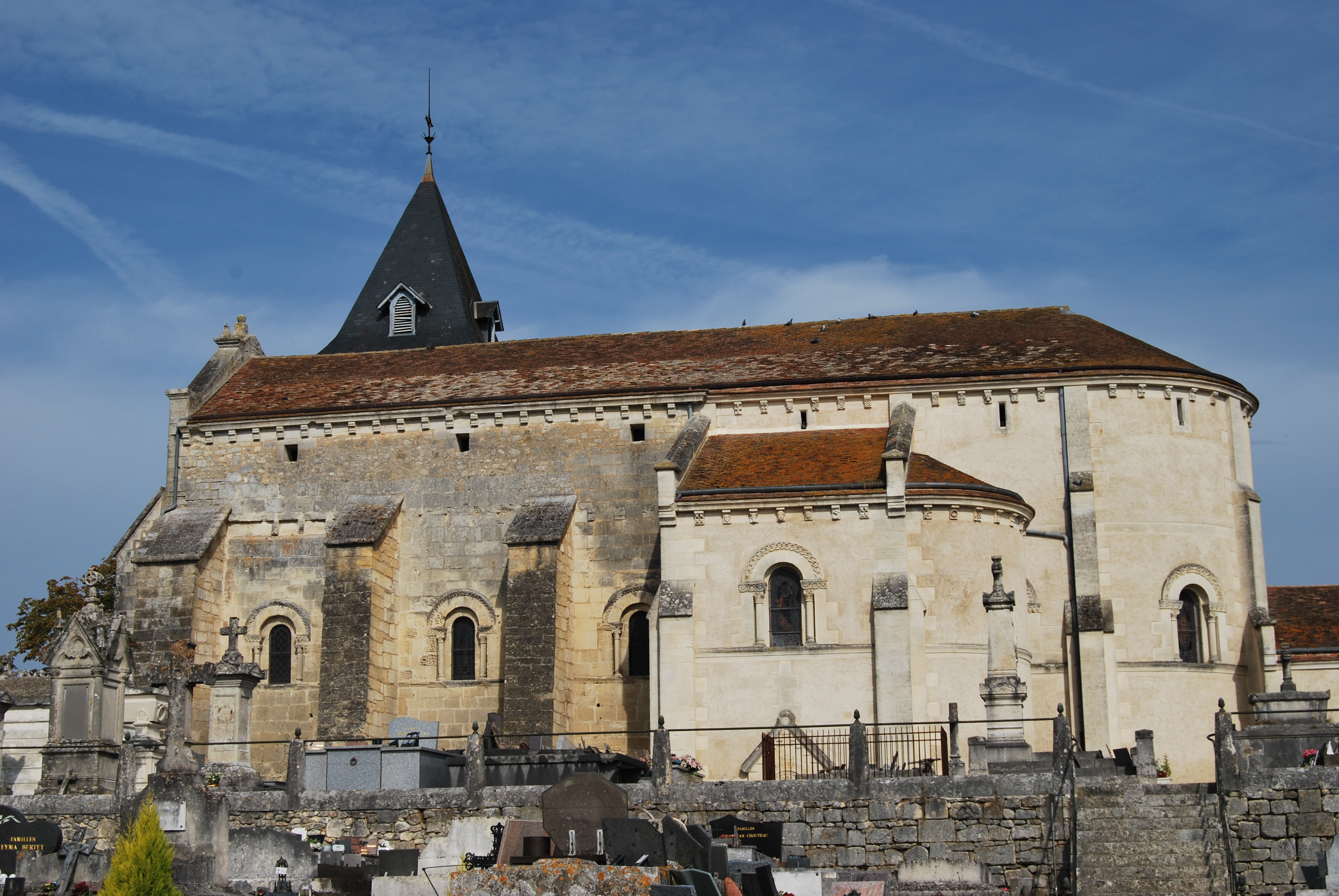
Façade Sud
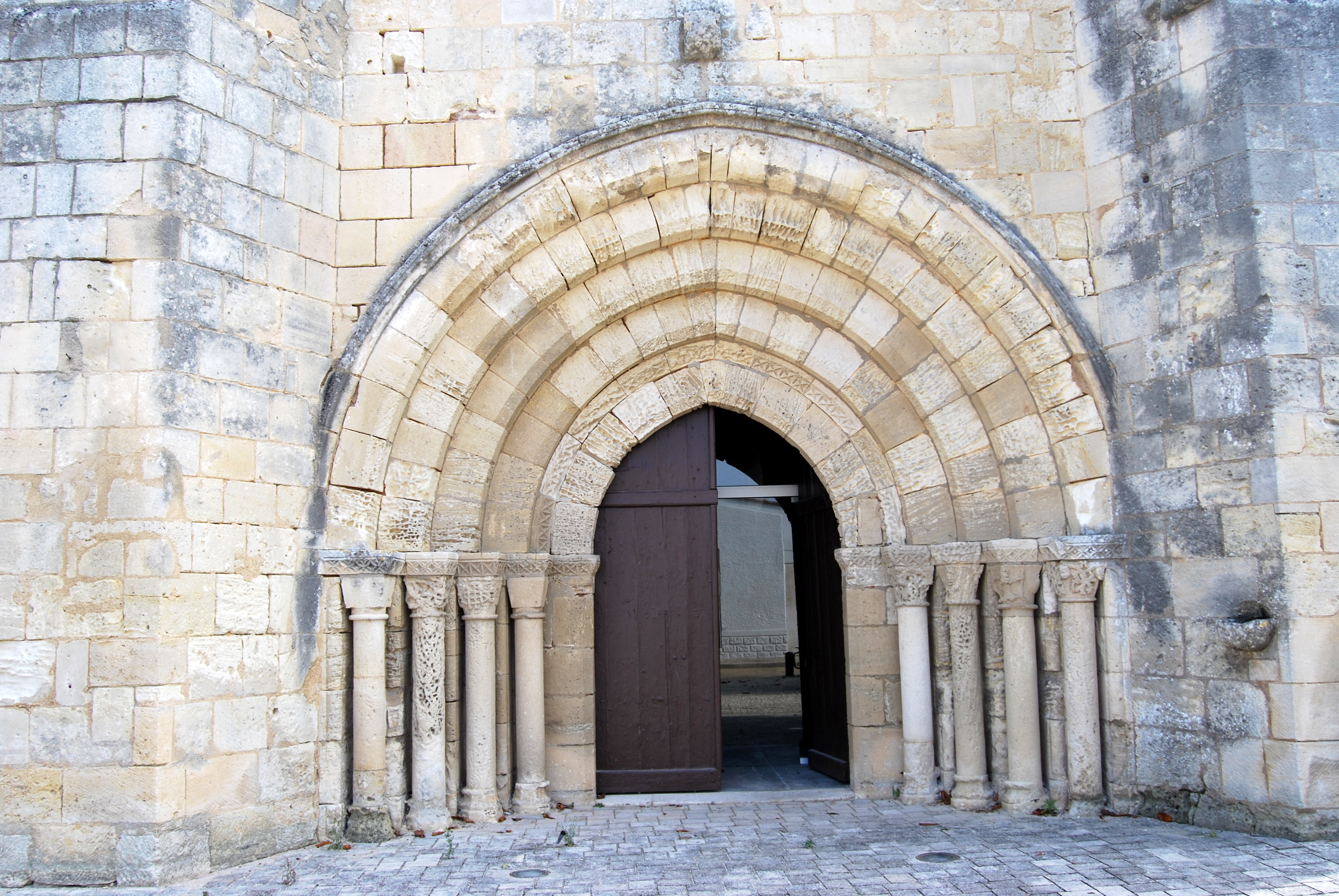
Le Portail
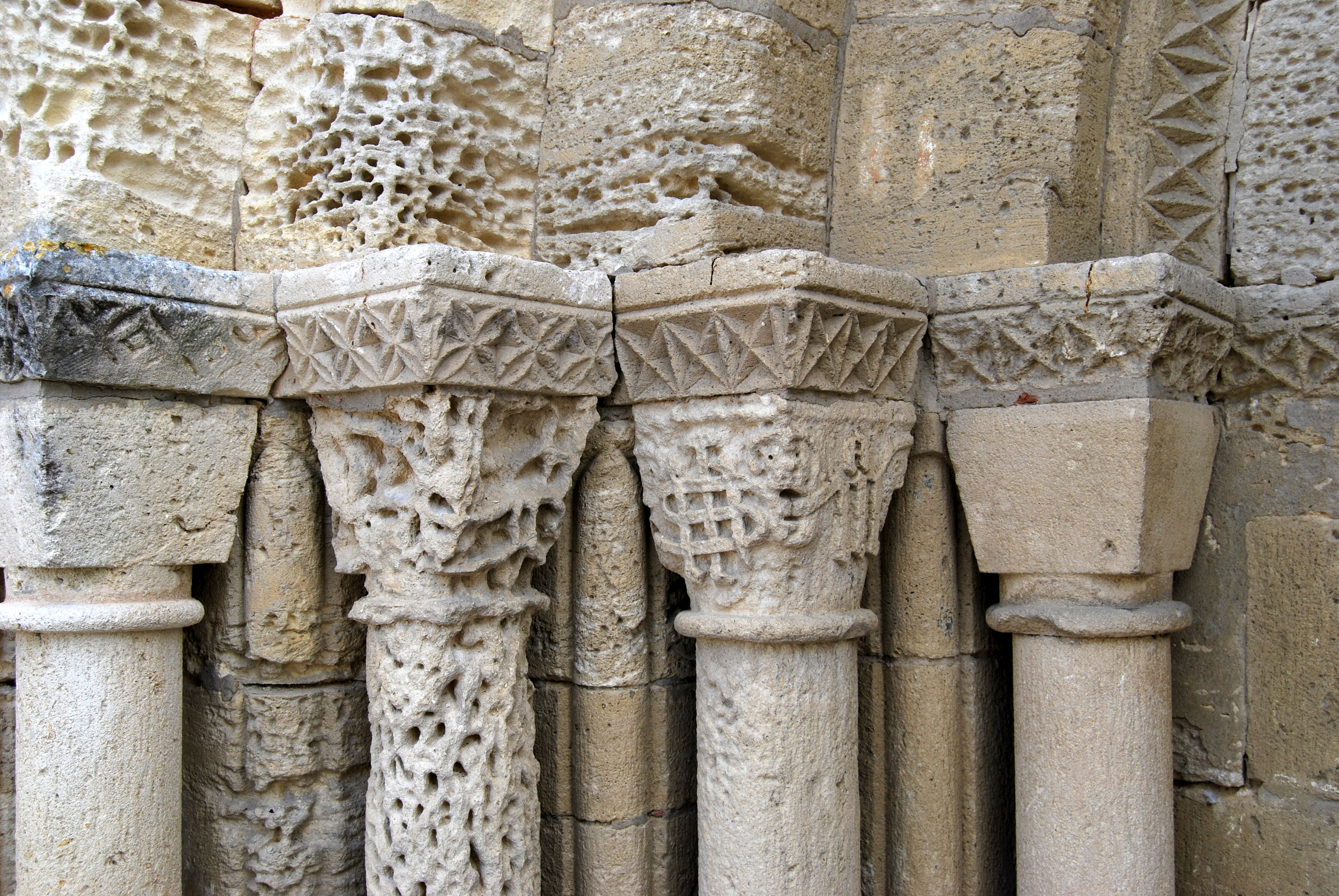
Chapiteau Nord
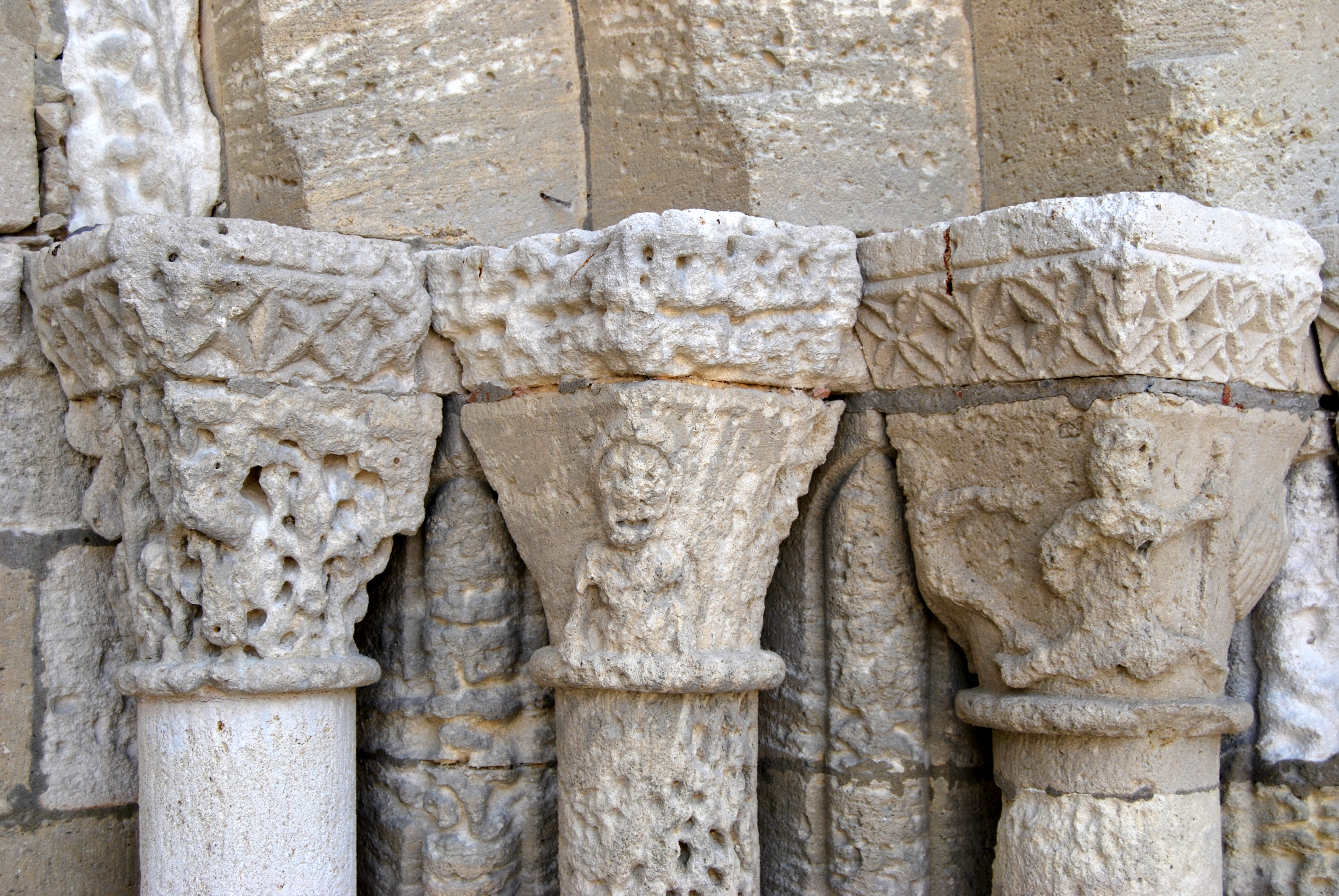
Chapiteau Sud

Finalement, en 1875, sous l'impulsion du Cardinal Donnet, archevêque de Bordeaux et grâce à la générosité de M. Pierre Latour du Moulin, des remaniements considérables sont effectués :
- Destruction du bas-côté nord, du porche et de la sacristie;
- Sur la quatrième travée de la nef sont branchées deux chapelles à absidiole;
- Dans le prolongement de la nef est bâti un chœur voûté en cul-de-four;
- Les nouveaux bâtiments sont ornés (baies et corniche, dans le style roman du XIIe siècle;
- Les murs de la nef sont surhaussés, la charpente, des voûtes et le haut du clocher sont reconstruits.

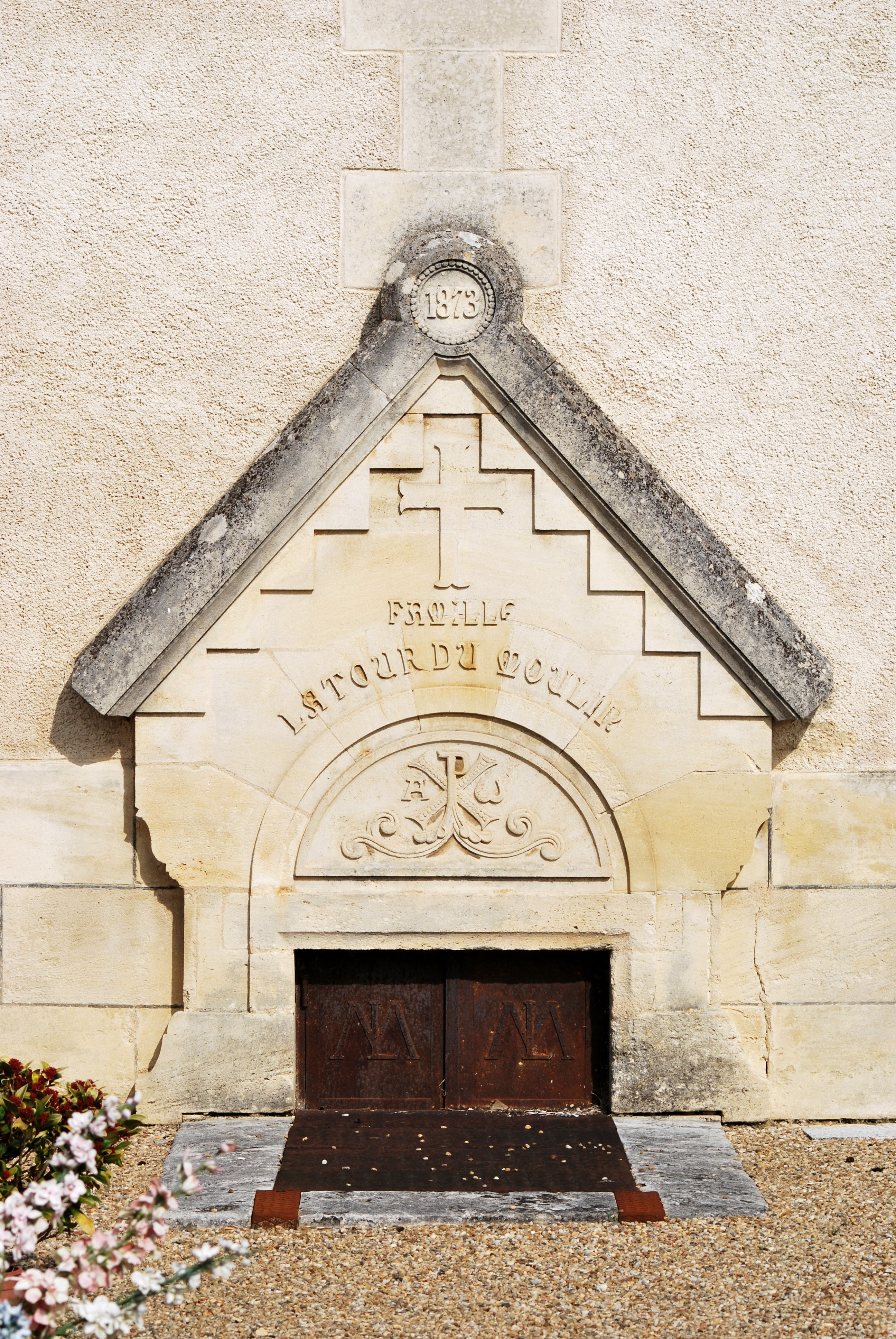
Pierre tombale de la famille Latour du Moulin abritant Pierre-Célestin Latour du Moulin, son père Pierre Latour du Moulin, son oncle Evariste Latour du Moulin et son grand-père Jean Latour du Moulin.
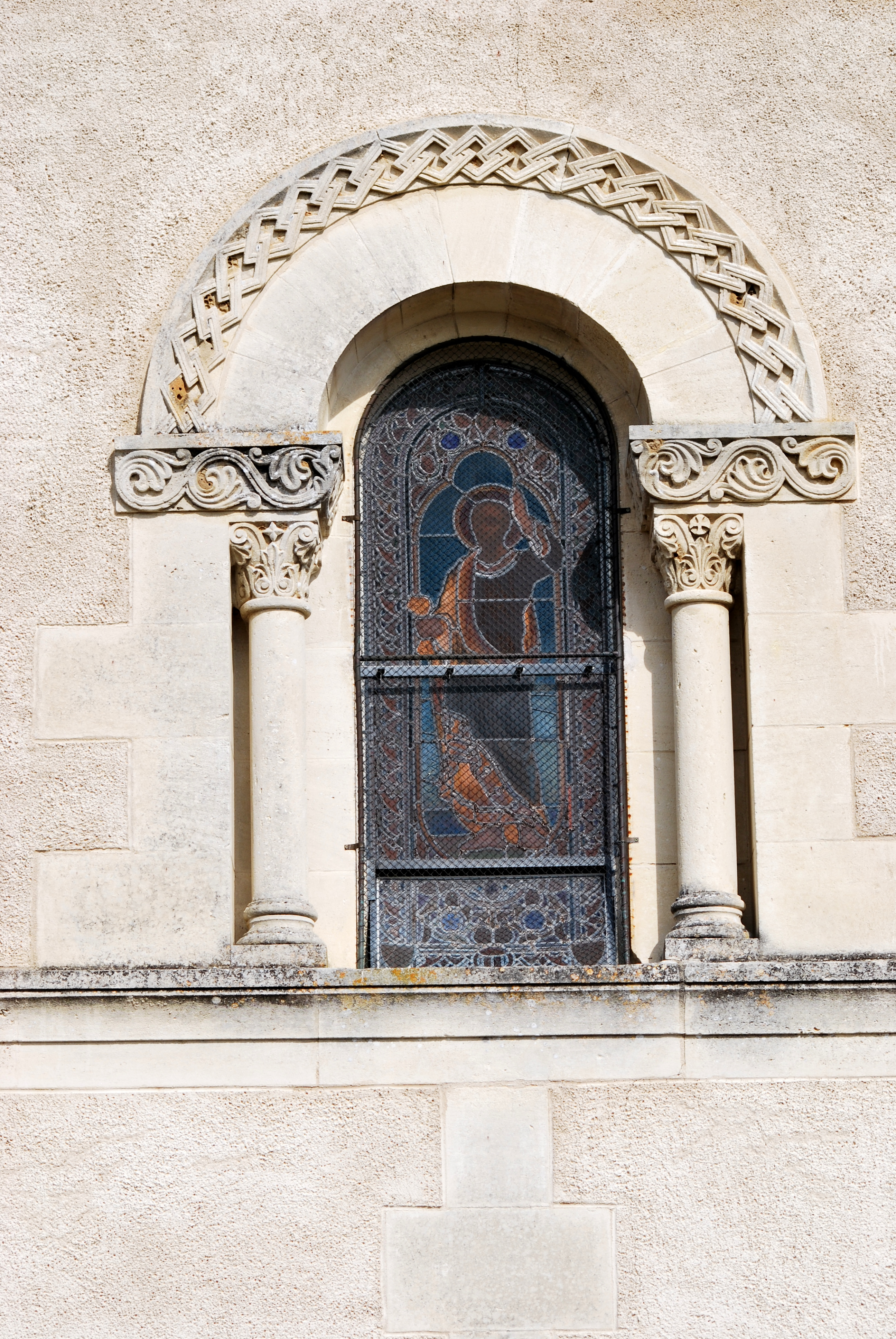
Baie style XIIe
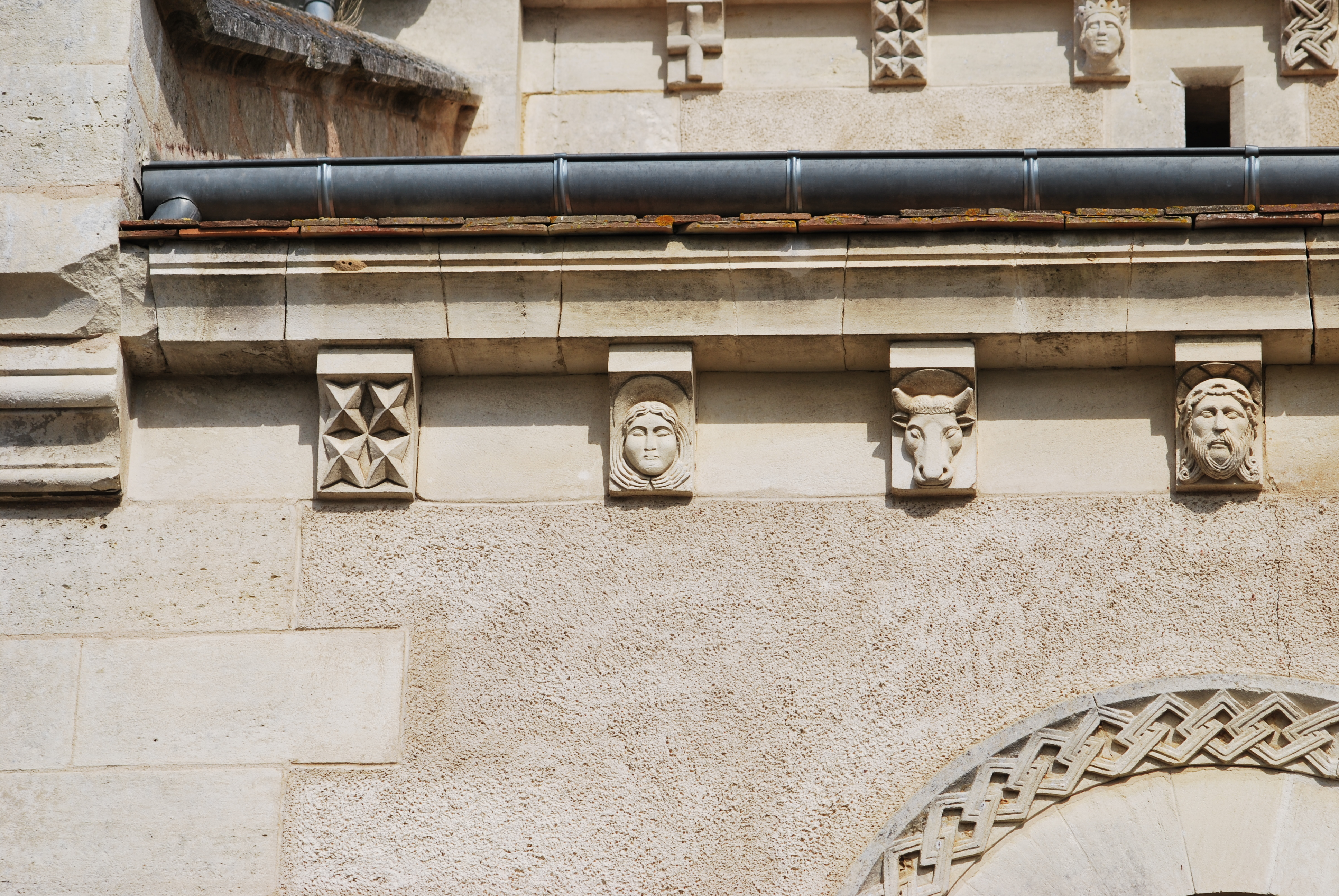
Corniche et modillons
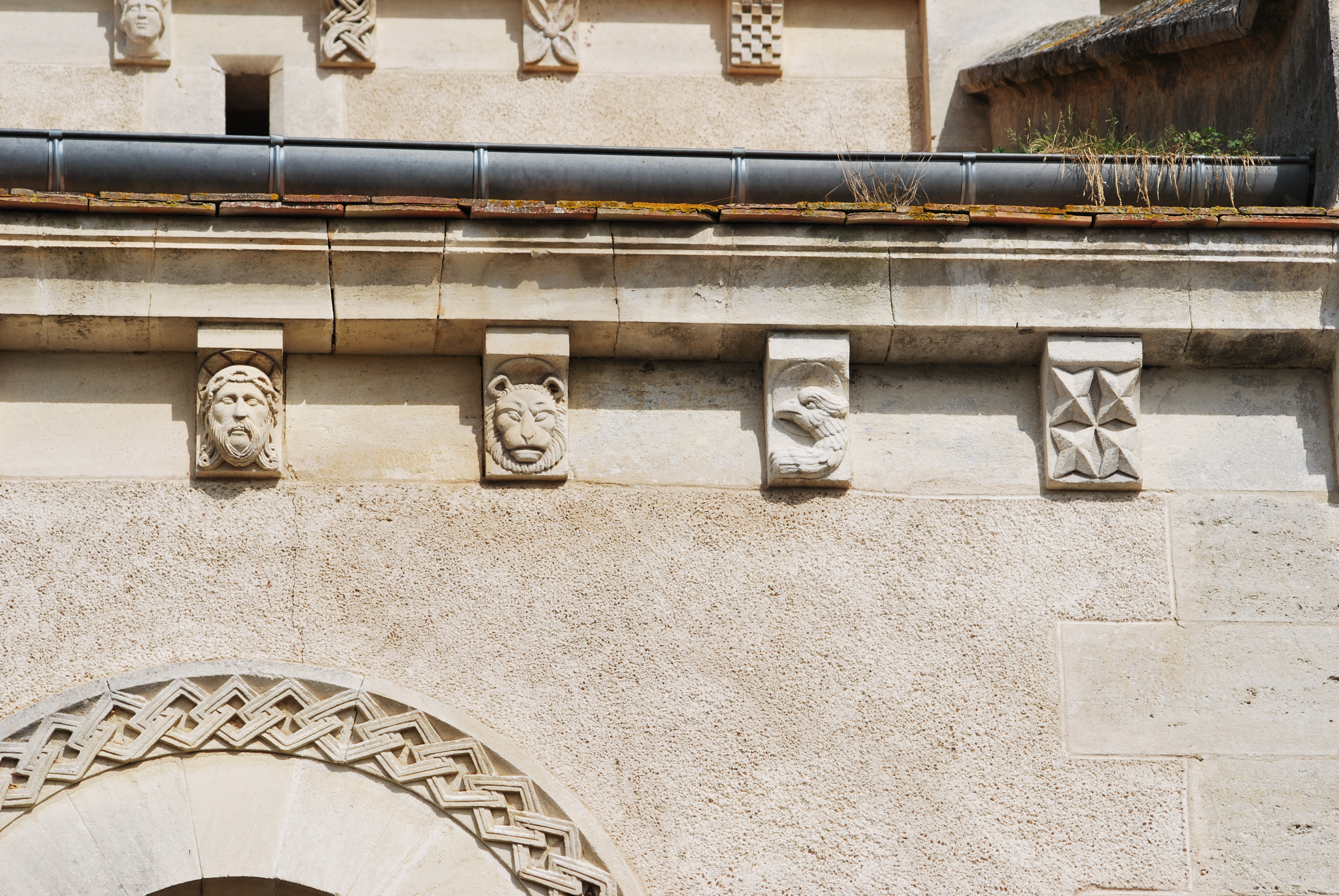
Corniche et modillons
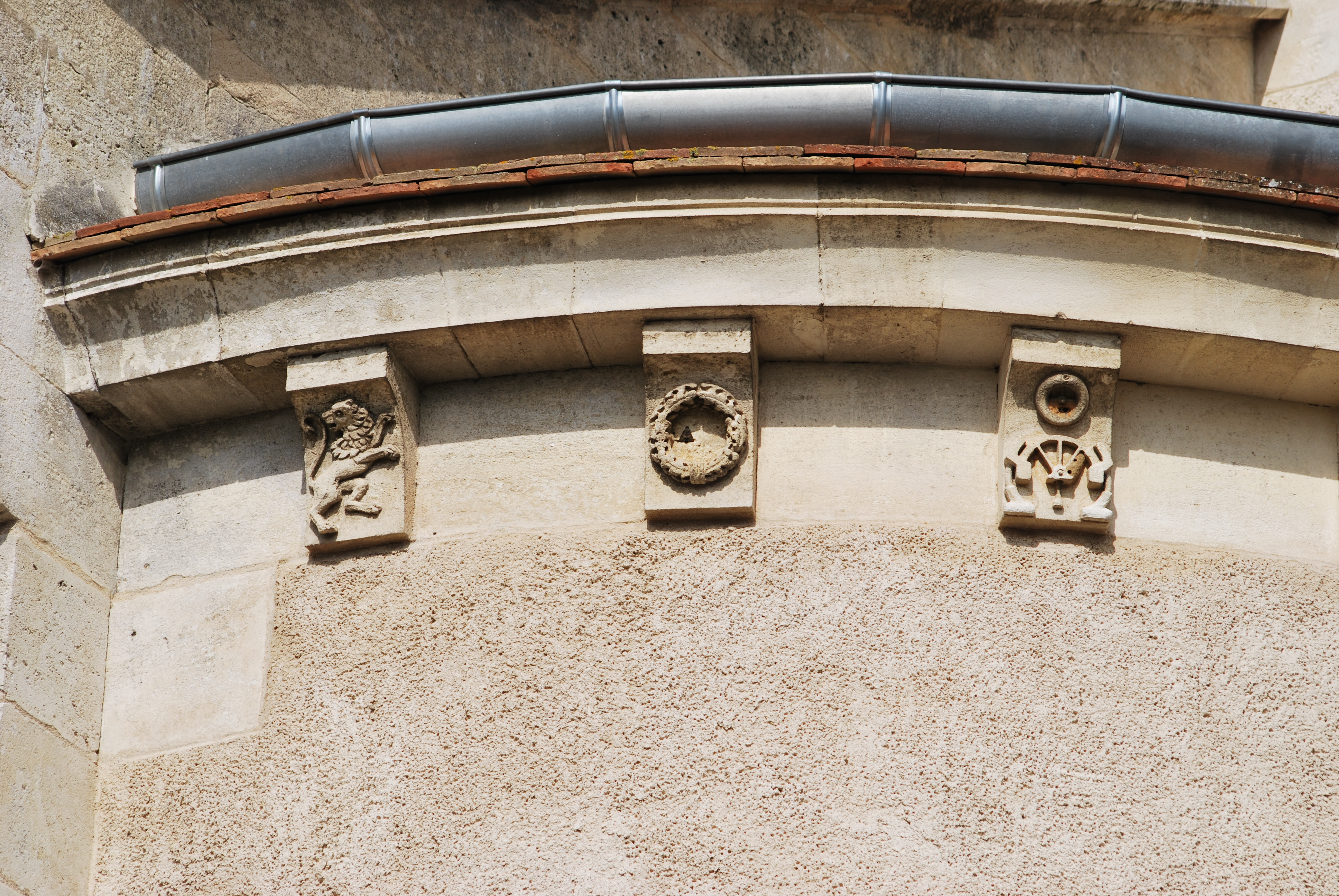
Corniche et modillons

Une pierre tombale, intégrée au mur extérieur sud de l’église Saint-Pierre, signale la tombe de la famille Latour du Moulin. Cette pierre tombale présente une inscription indiquant la date de 1873. Le nom de la famille paraît également. Le motif du chrisme se révèle très travaillé, ce qui laisse présumer de la foi de la famille. La présence de cette pierre tombale en ce lieu indique l’importance de la famille Latour du Moulin à Villegouge. Pierre-Célestin Latour du Moulin finança la reconstruction de l’église à la fin du XIXème. Il y fit d’ailleurs apparaître son saint patron dans un vitrail (St Célestin), celui de son épouse (St Edme), celui du son père (St Pierre) dont il lui donna les traits, bien différents en effet des traditionnelles représentations du Saint.

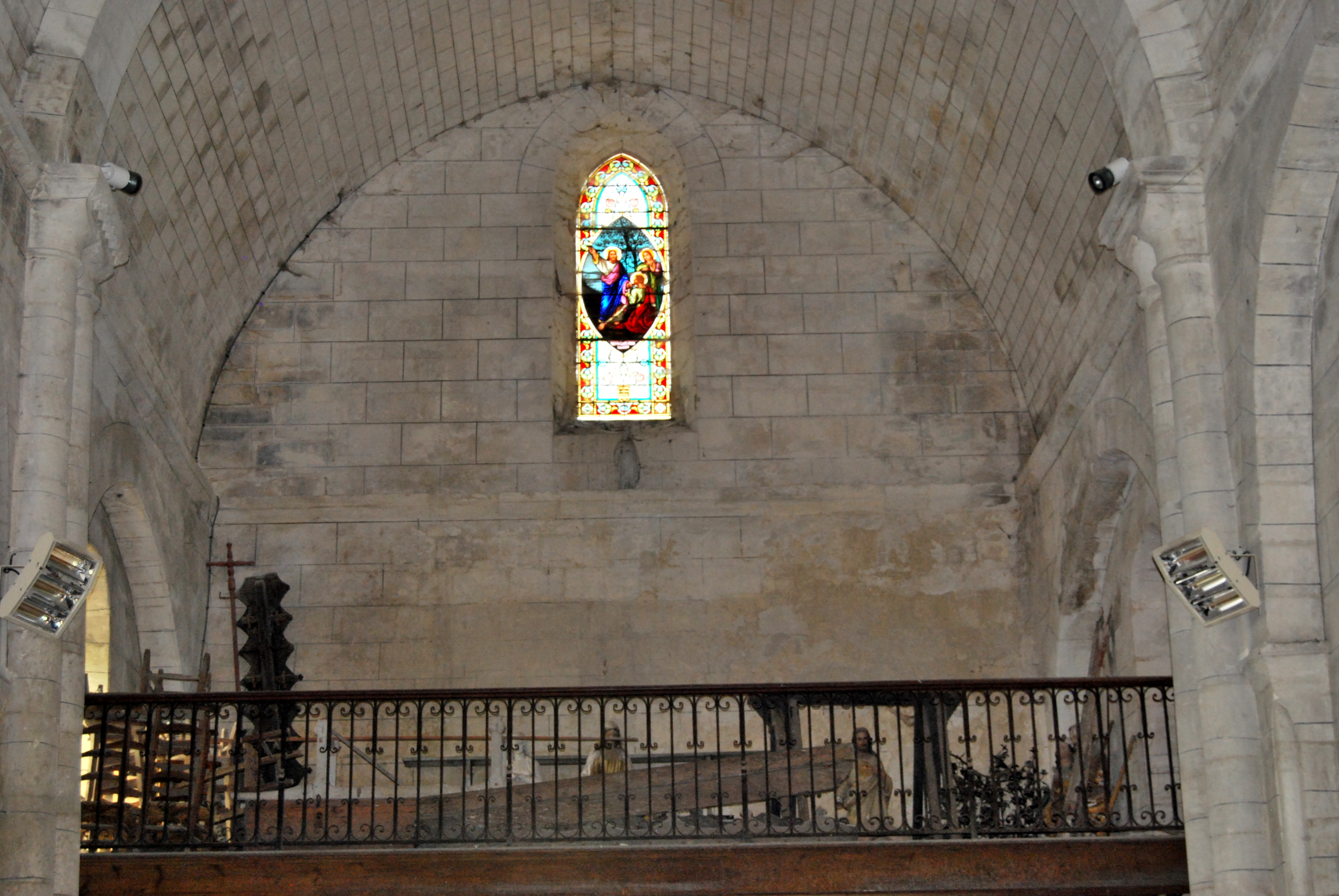
La Tribune
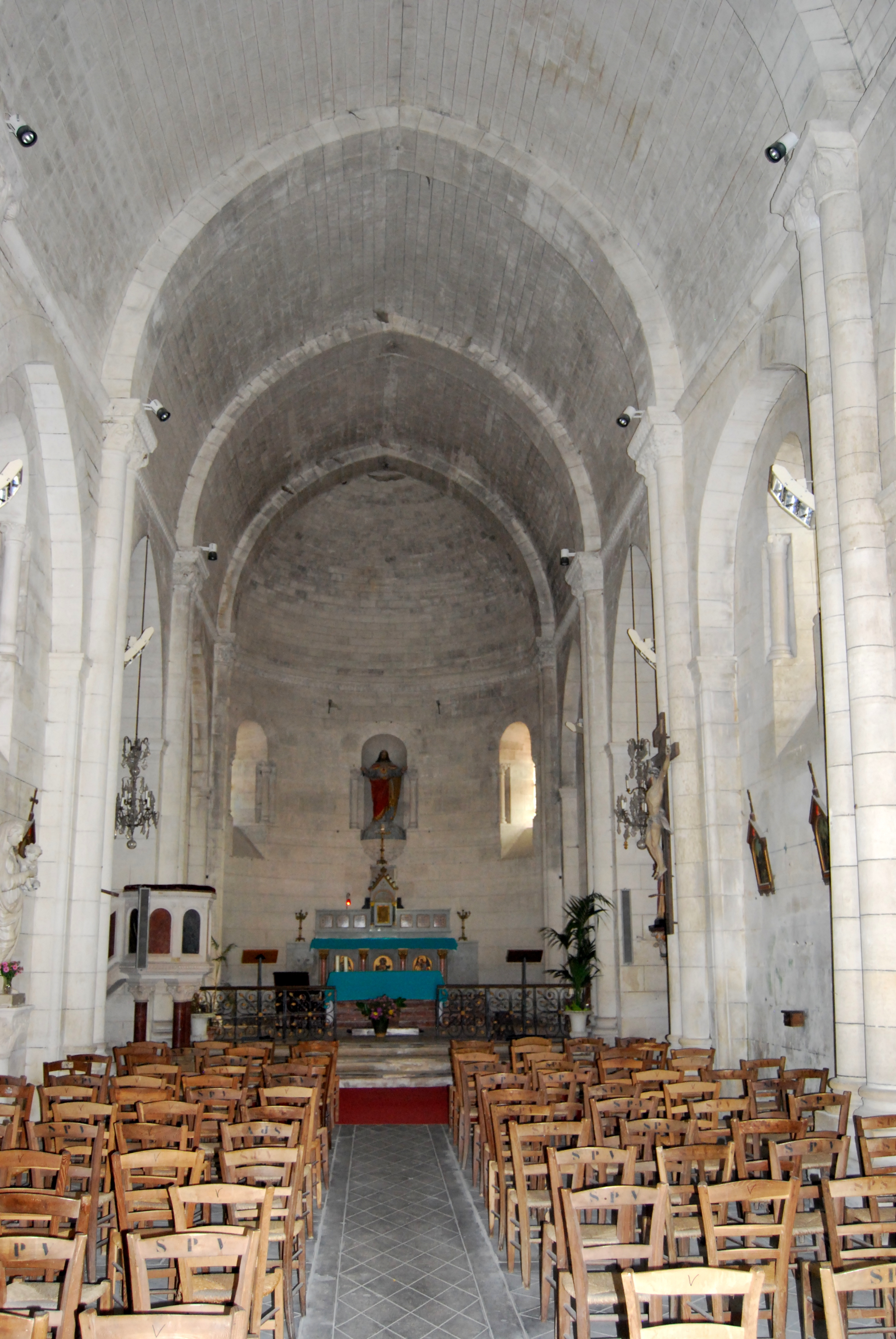
La nef
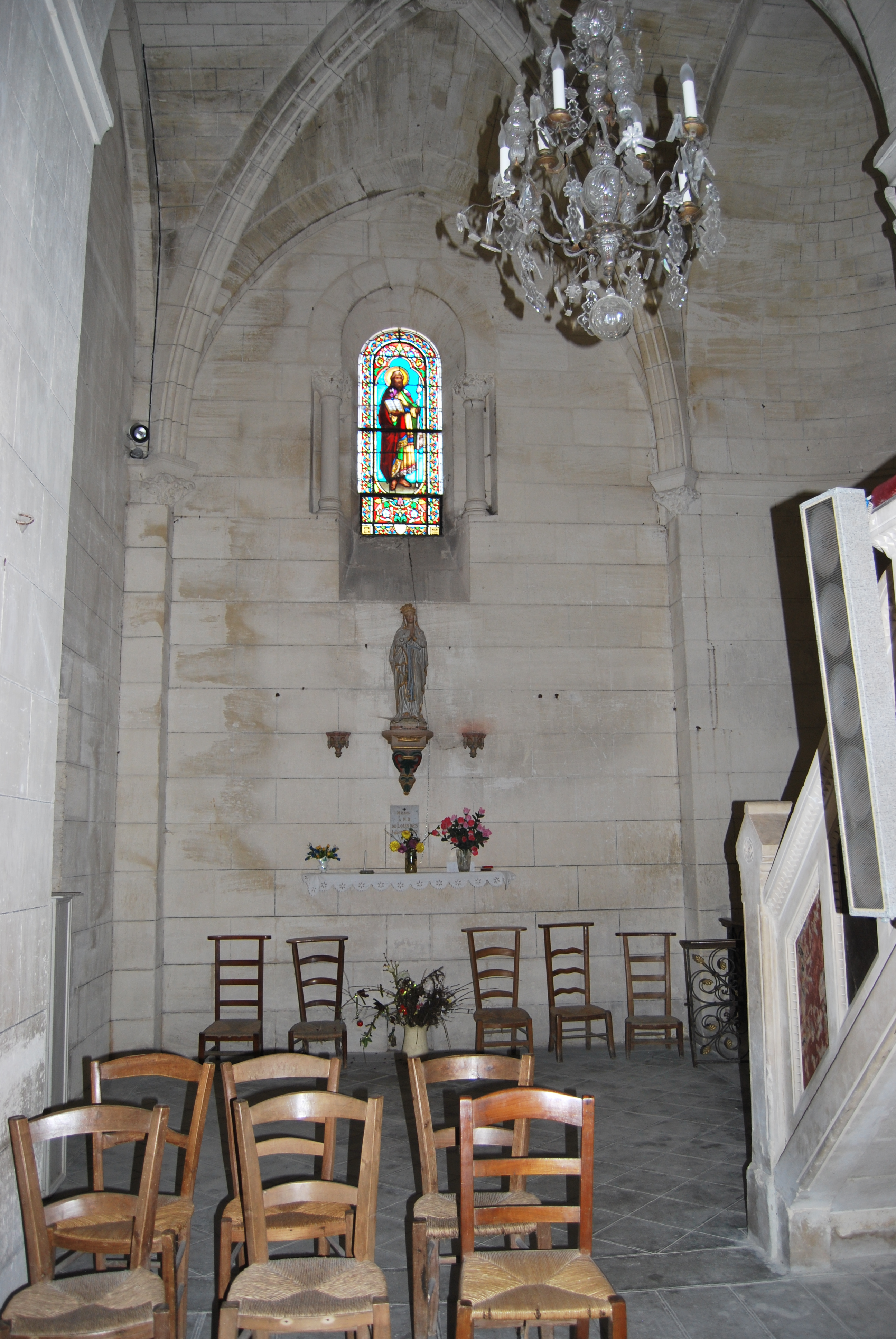
La chapelle Nord
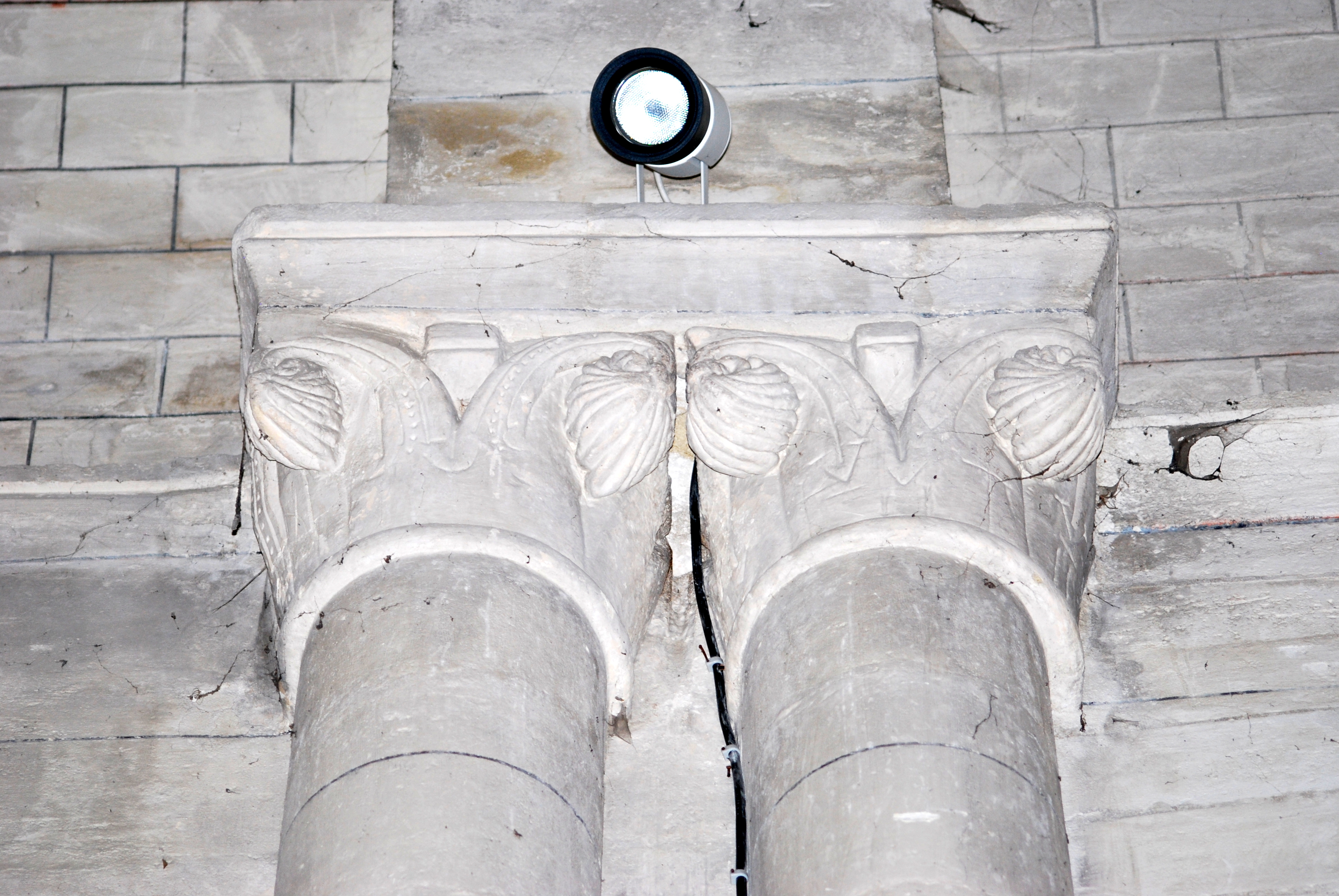
Chapiteaux
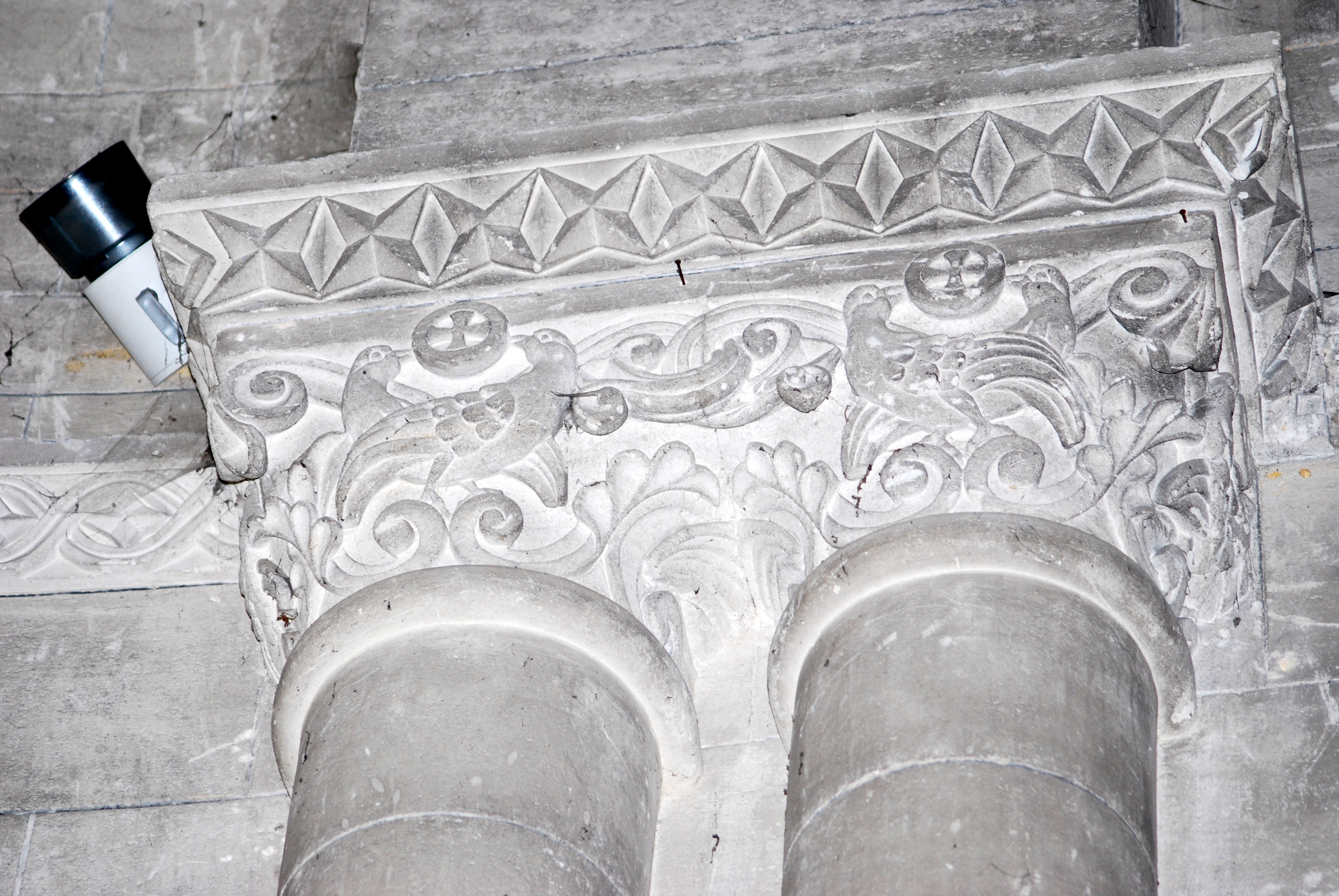
Chapiteaux

La Tribune est sous haute voûte en arc brisé, arcs latéraux sous corniche avec fenêtres romanes.
La nef, outre la travée du tribune, compte deux travées à arcs doubleaux, retombant sur des colonnes doubles avec des chapiteaux à feuillages du XIIe. les chapelles s'ouvrent par un très haut arc gothique, sont couvertes par une croisée d'ogives avec colonnes et chapiteaux ornés. Le fond de l'autel est en cul-de-four.
Le chœur s'ouvre par un haut arc triomphal brisé, reposant sur de colonnes aux chapiteaux ornés ; puis, voûte à berceau brisé, terminé par un nouvel arc brisé.
L'abside est en cul-de-four, à trois baies romanes.
Le mobilier
L'autel central est néo-roman. La chaire à colonnes colorées, cuve ornée de facettes de couleur.
Dans la chapelle Nord, deux petites statuettes de la Vierge en plâtre peint. Devant l'autel orné un moulage en relief d'une mise en tombeau.
Un confessionnal de chêne sculpté du frère Eusèbe, daté 1880.

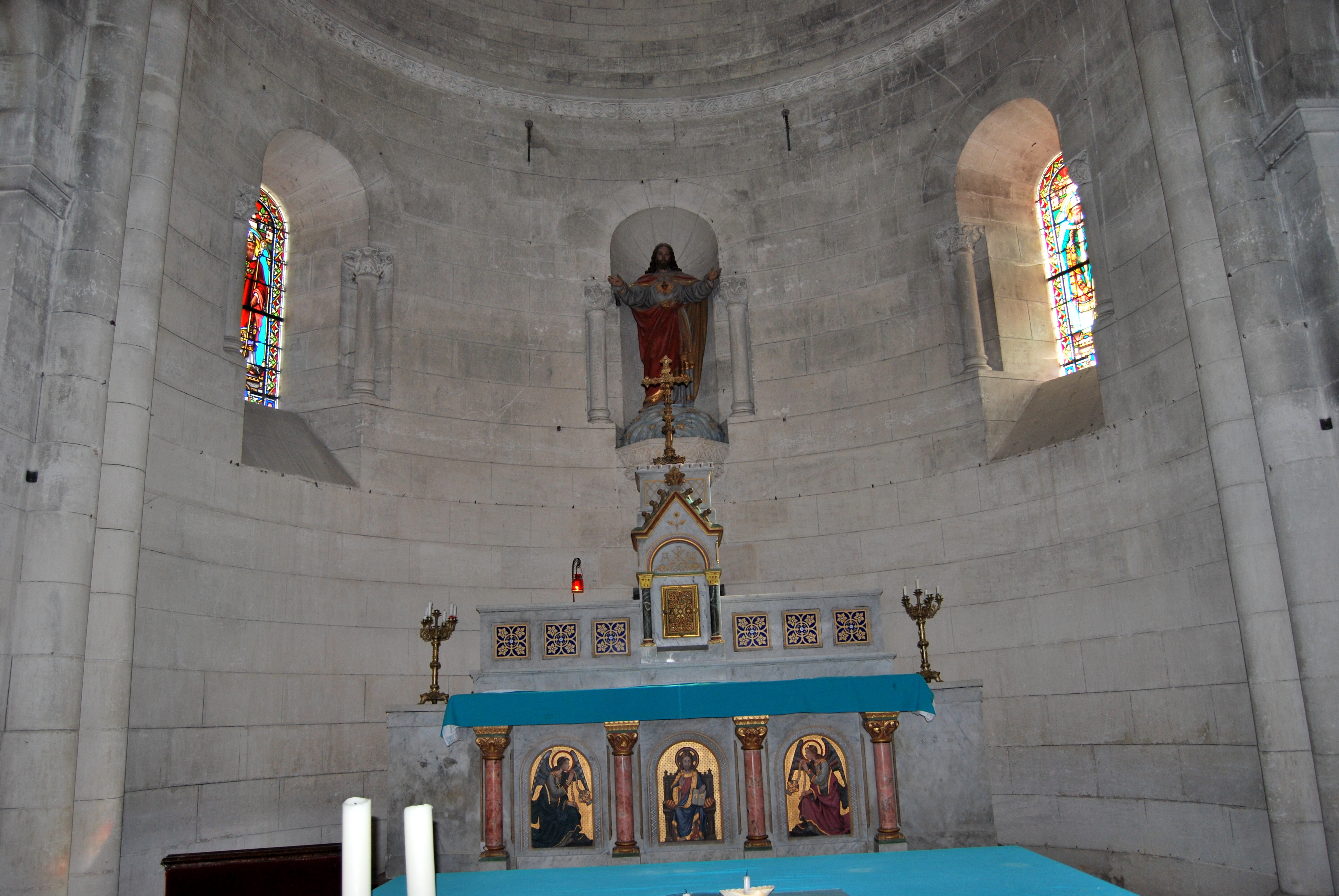
Autel central
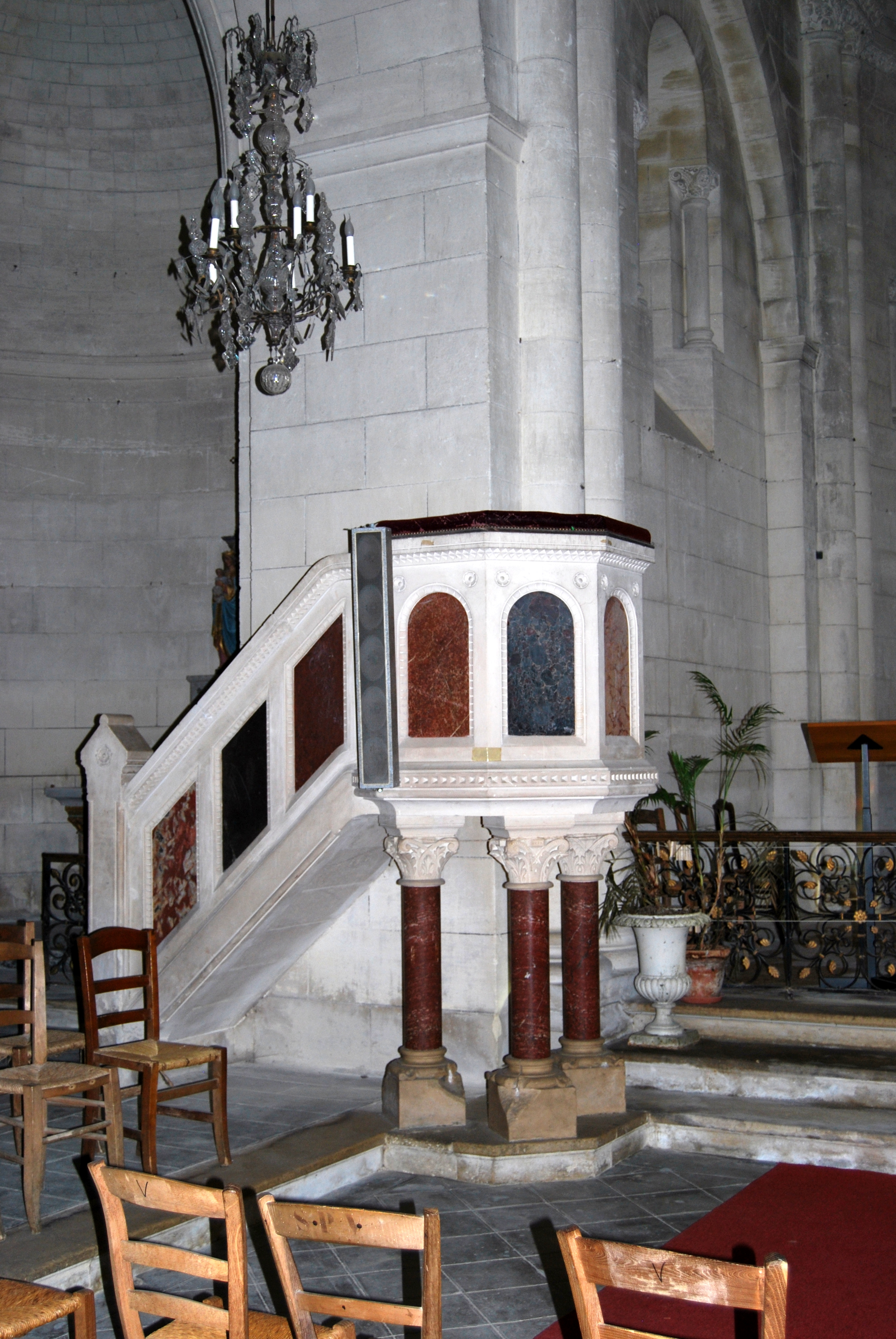
Chaire à colonnes colorées
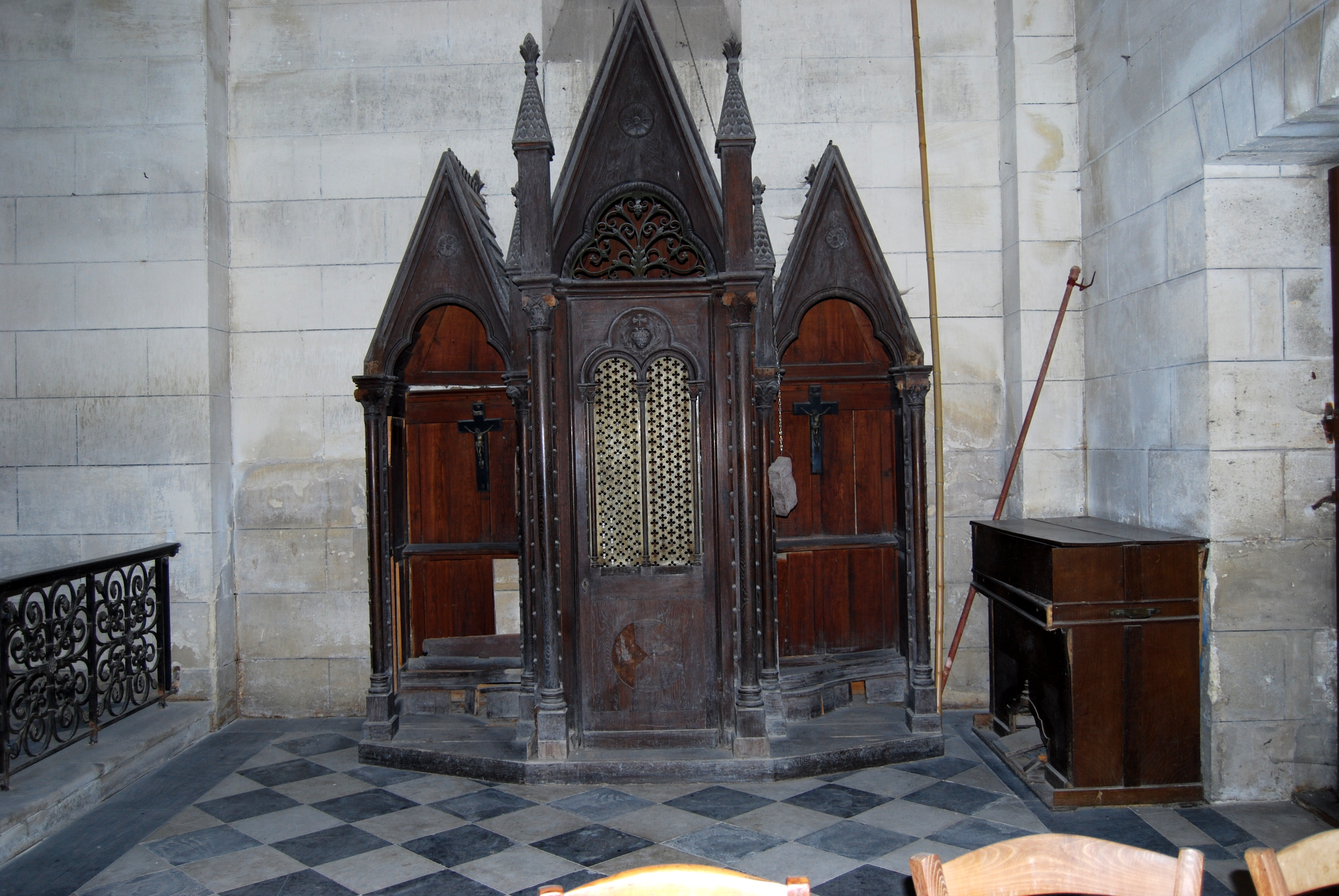
Confessionnal du frère Eusèbe (1880)

Les vitraux
Les vitraux sont de la fin du XIXe siècle. Il y a des dons des familles locales : Saint Joseph (don Obissier; Sainte-Thérèse (don Ayguesparce) ; Sainte-Jeanne de Valois (don Goupil) ; Sainte-Anne (don Gautier). Ces vitraux sont l’œuvre de l'atelier bordelais Gustave Pierre Dagrant et datent de 1891.

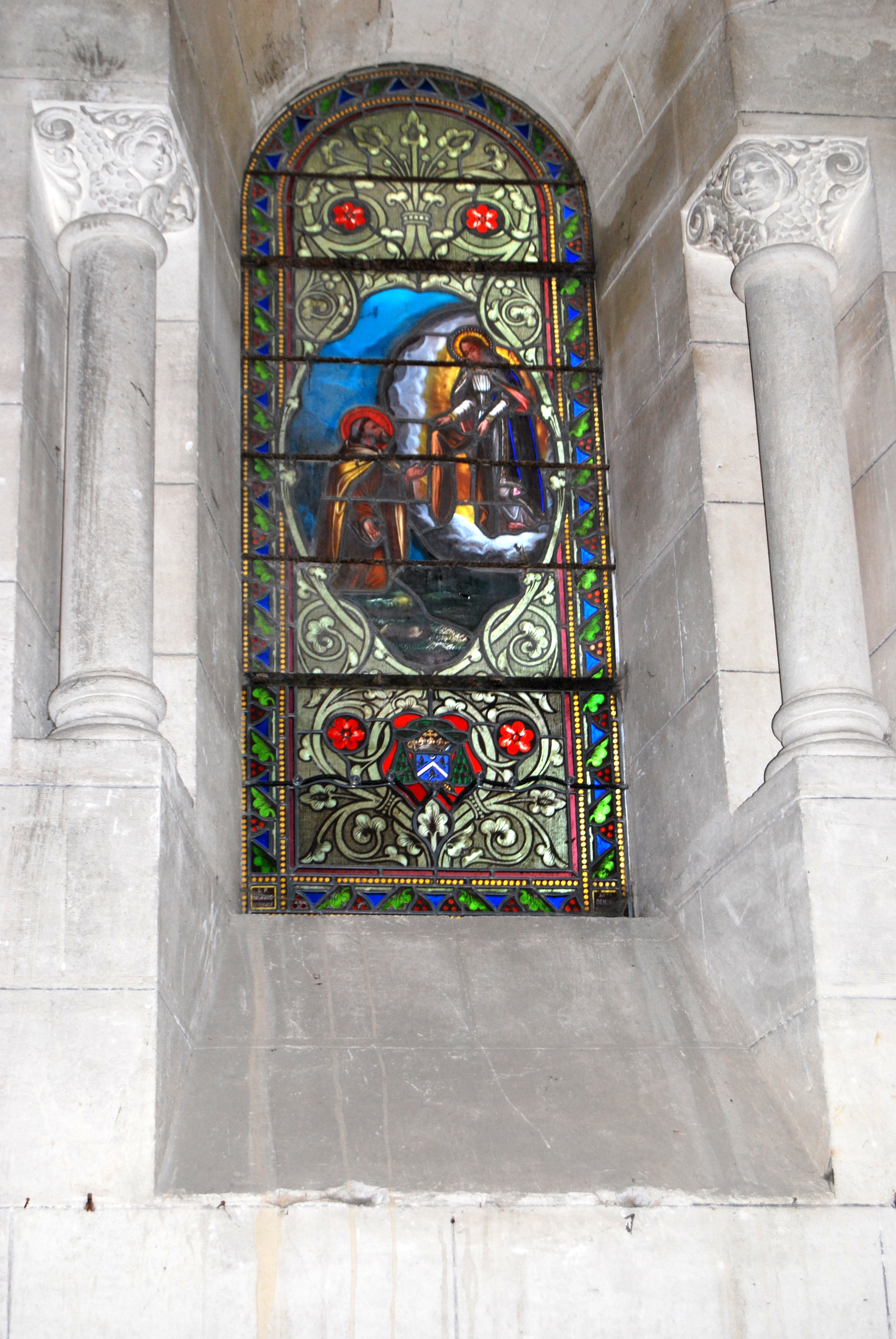
Saint Simon Stock
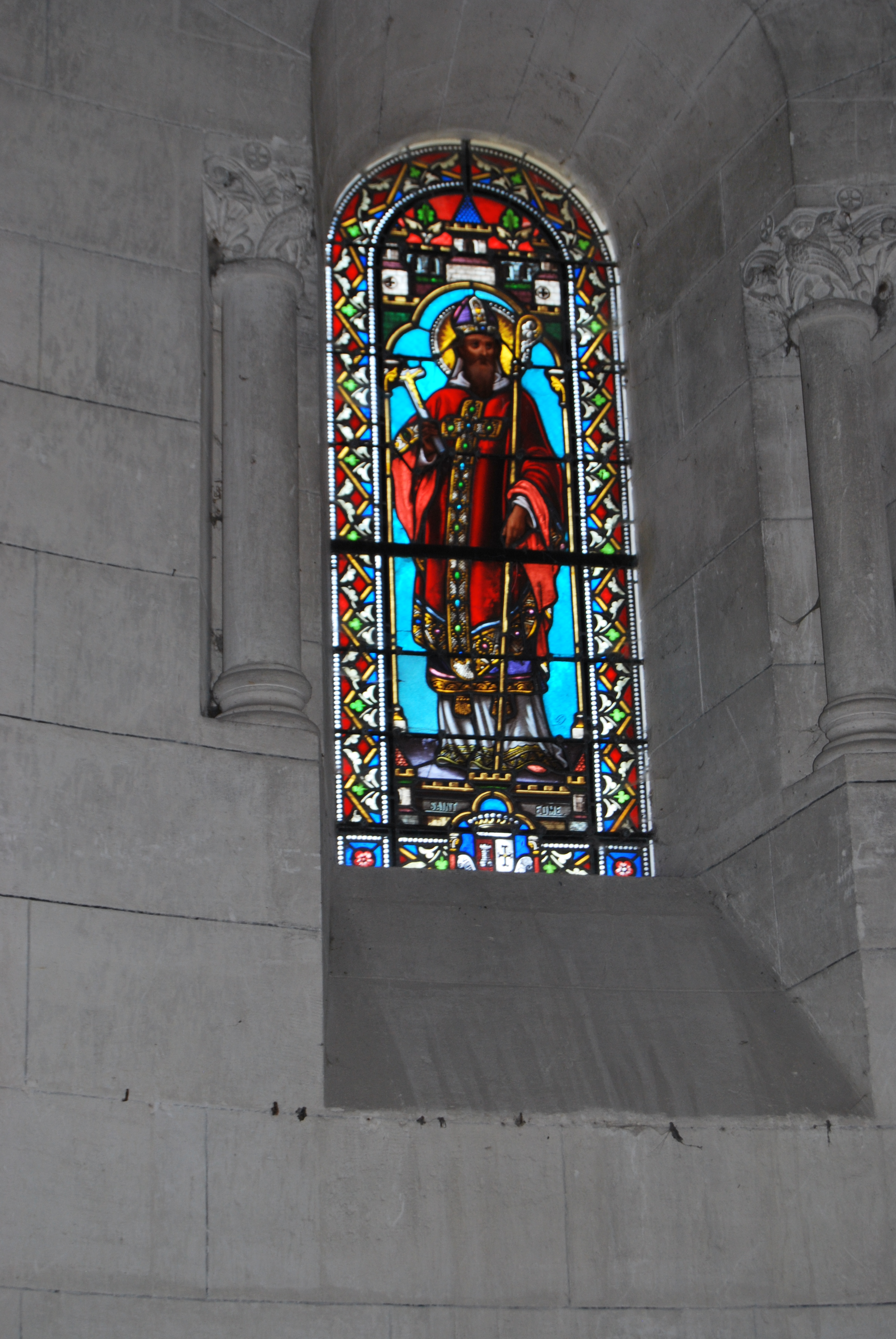
Saint Edme (en hommage à l’épouse du donateur Edmée Latour du Moulin)
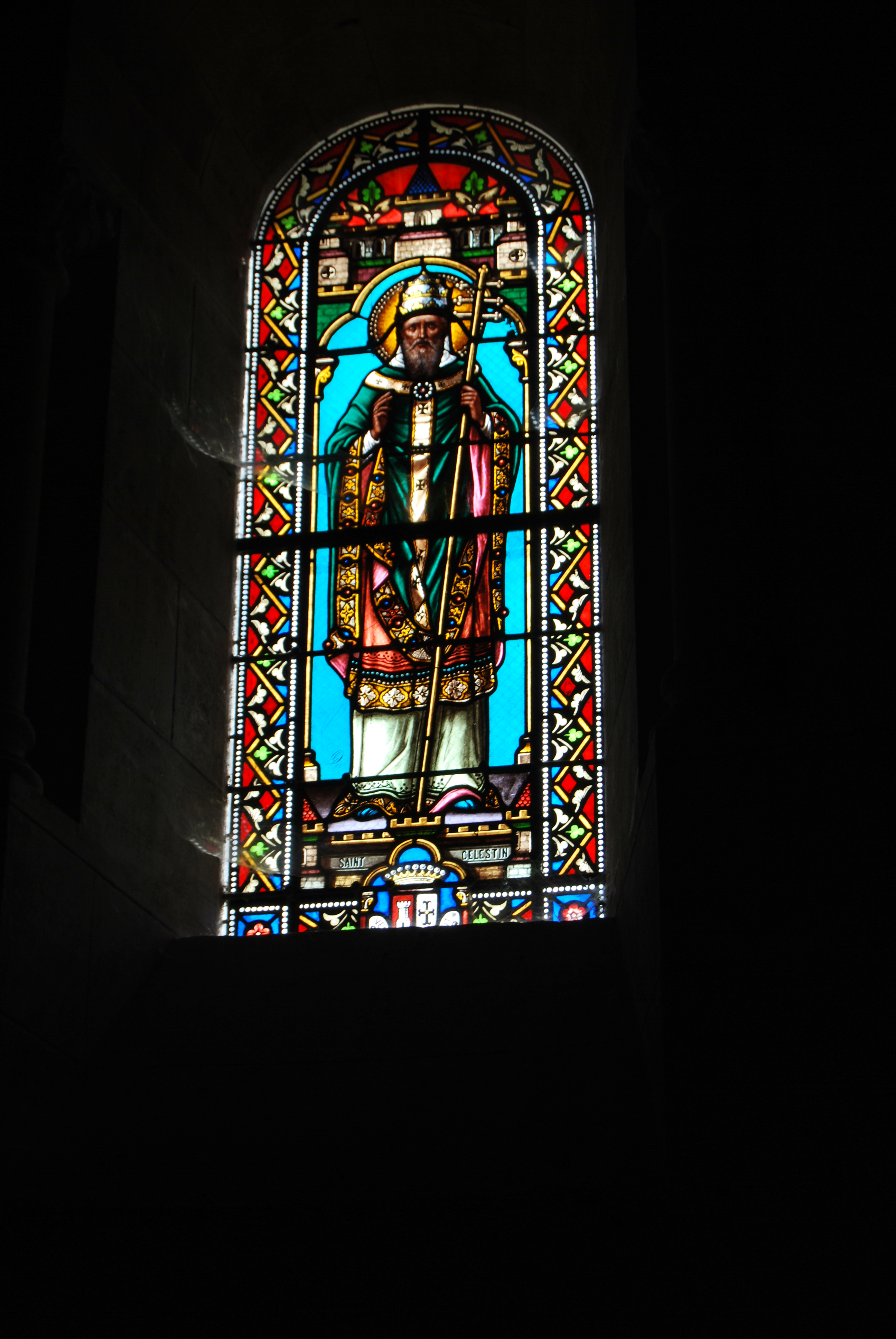
Saint Célestin (en hommage au donateur (Pierre-Célestin Latour du Moulin)
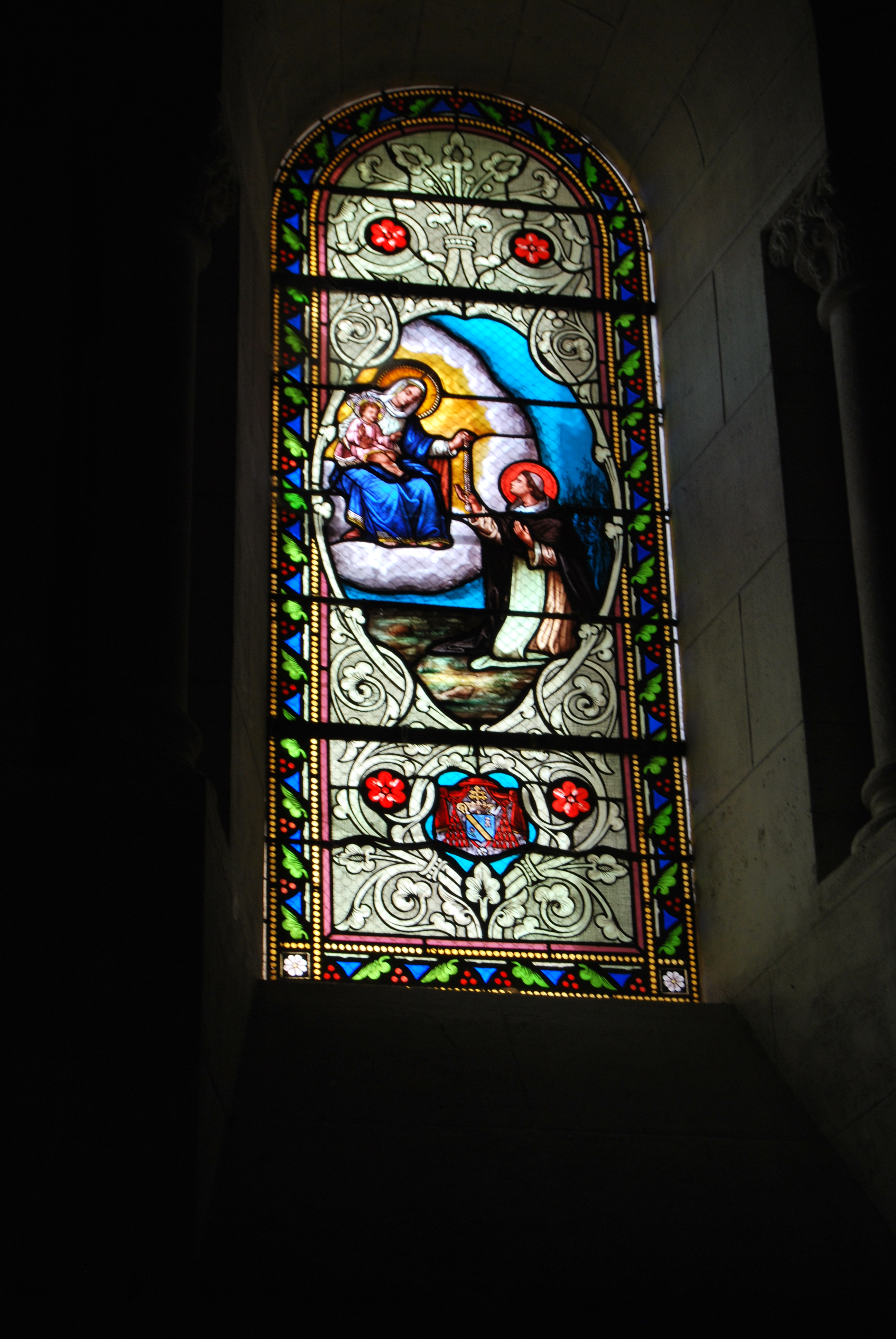
Saint Dominique
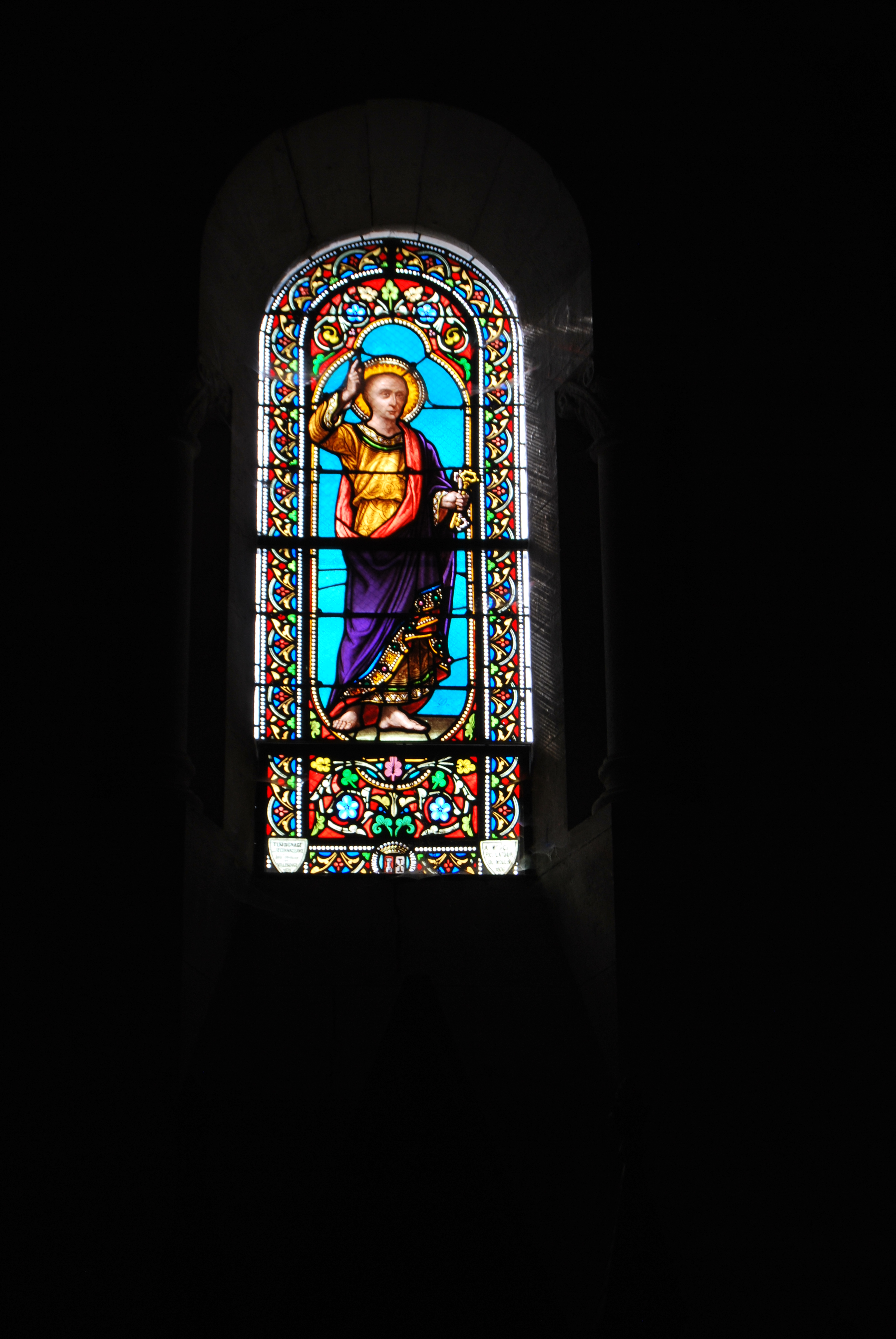
Saint Pierre (sous les traits du père du donateur Pierre Latour du Moulin)
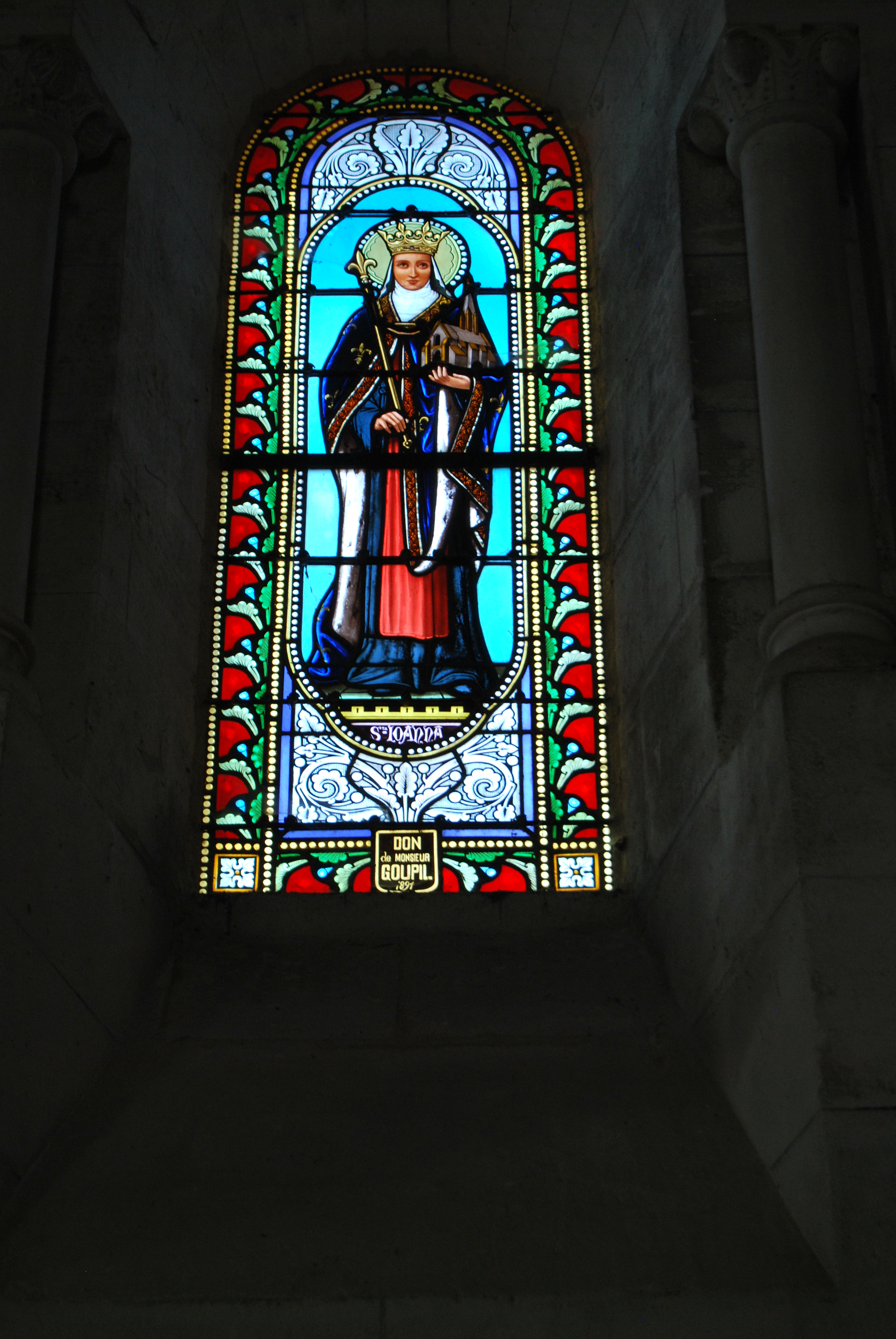
Sainte Jeanne de Valois
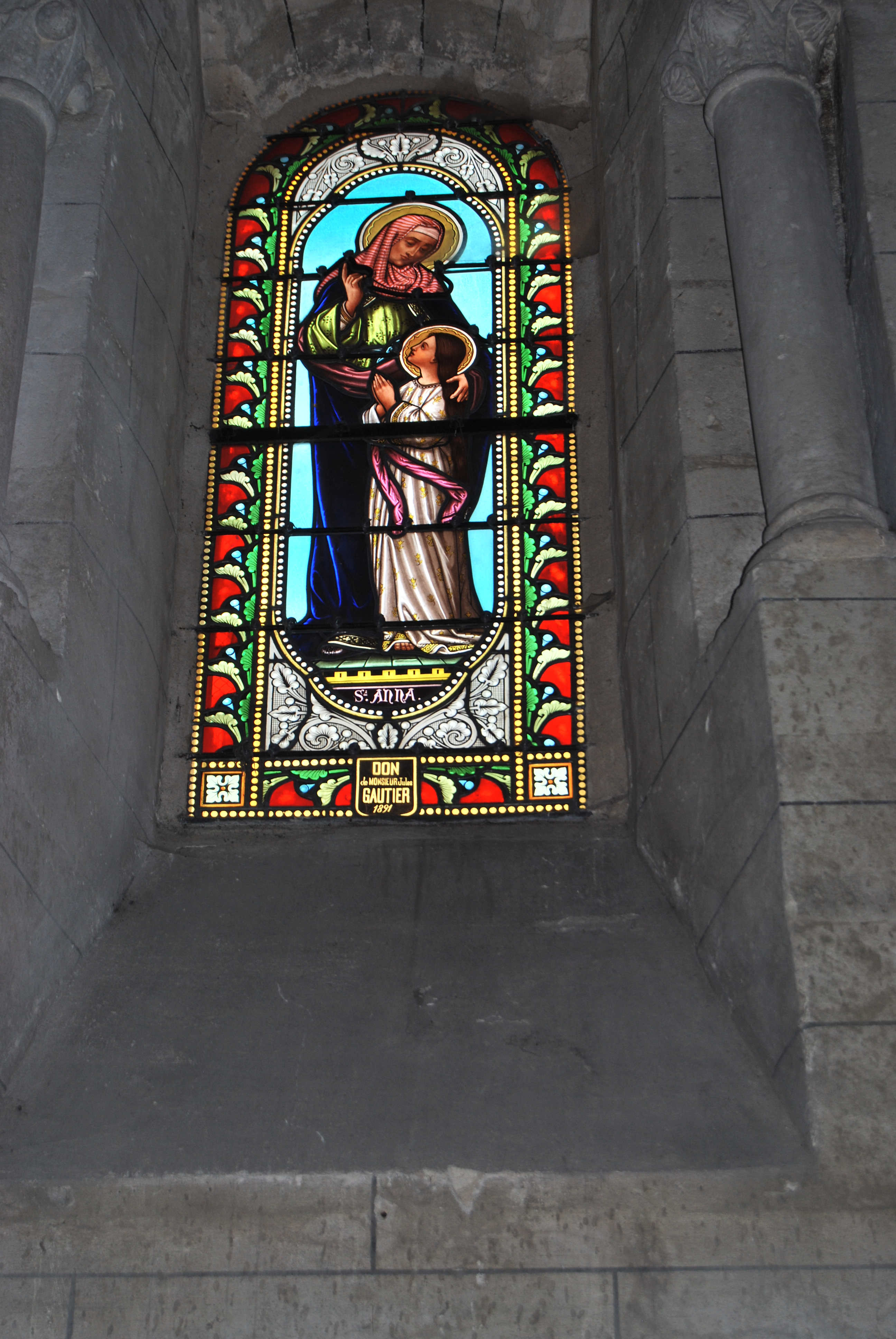
Sainte Anne
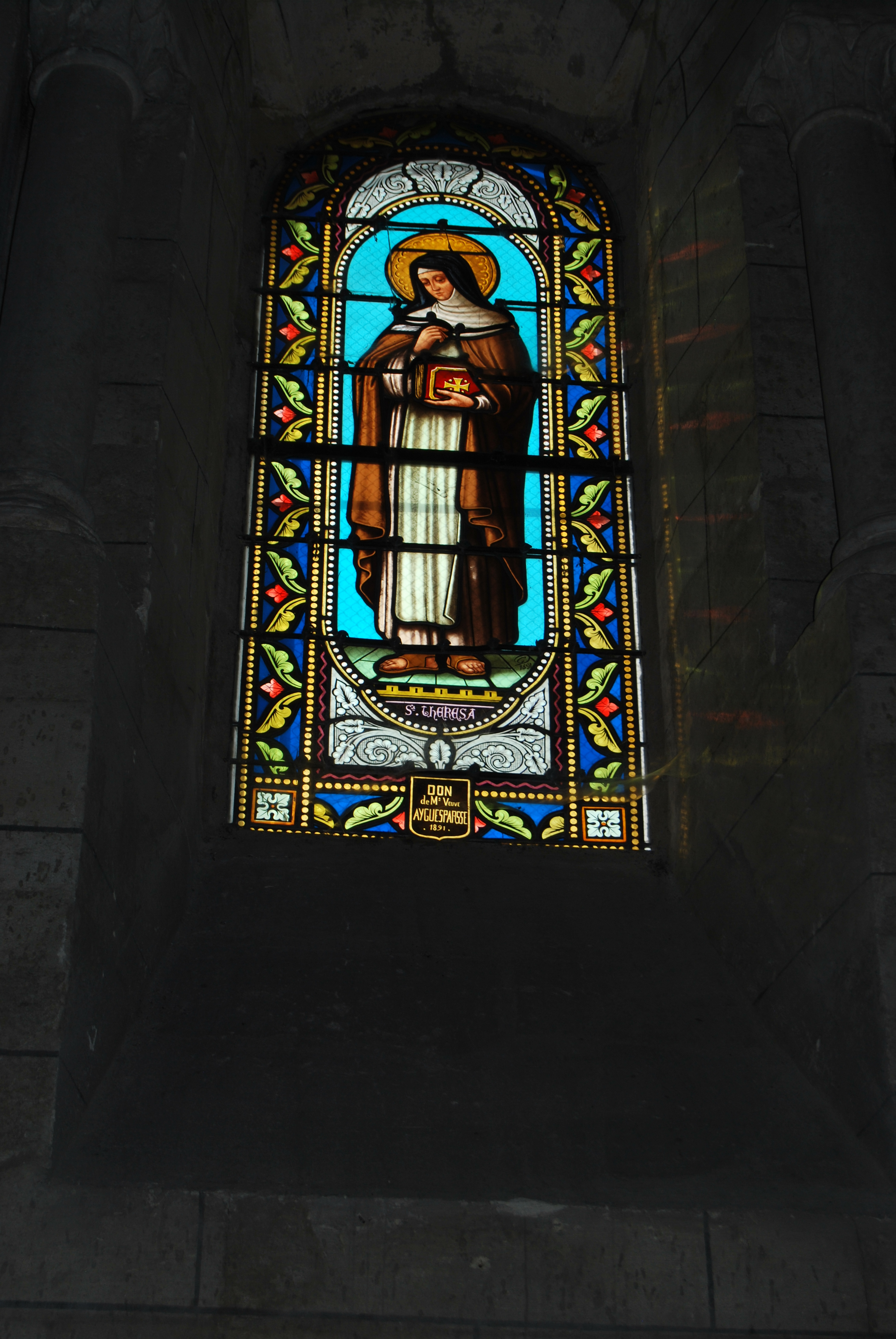
Sainte Thérèse
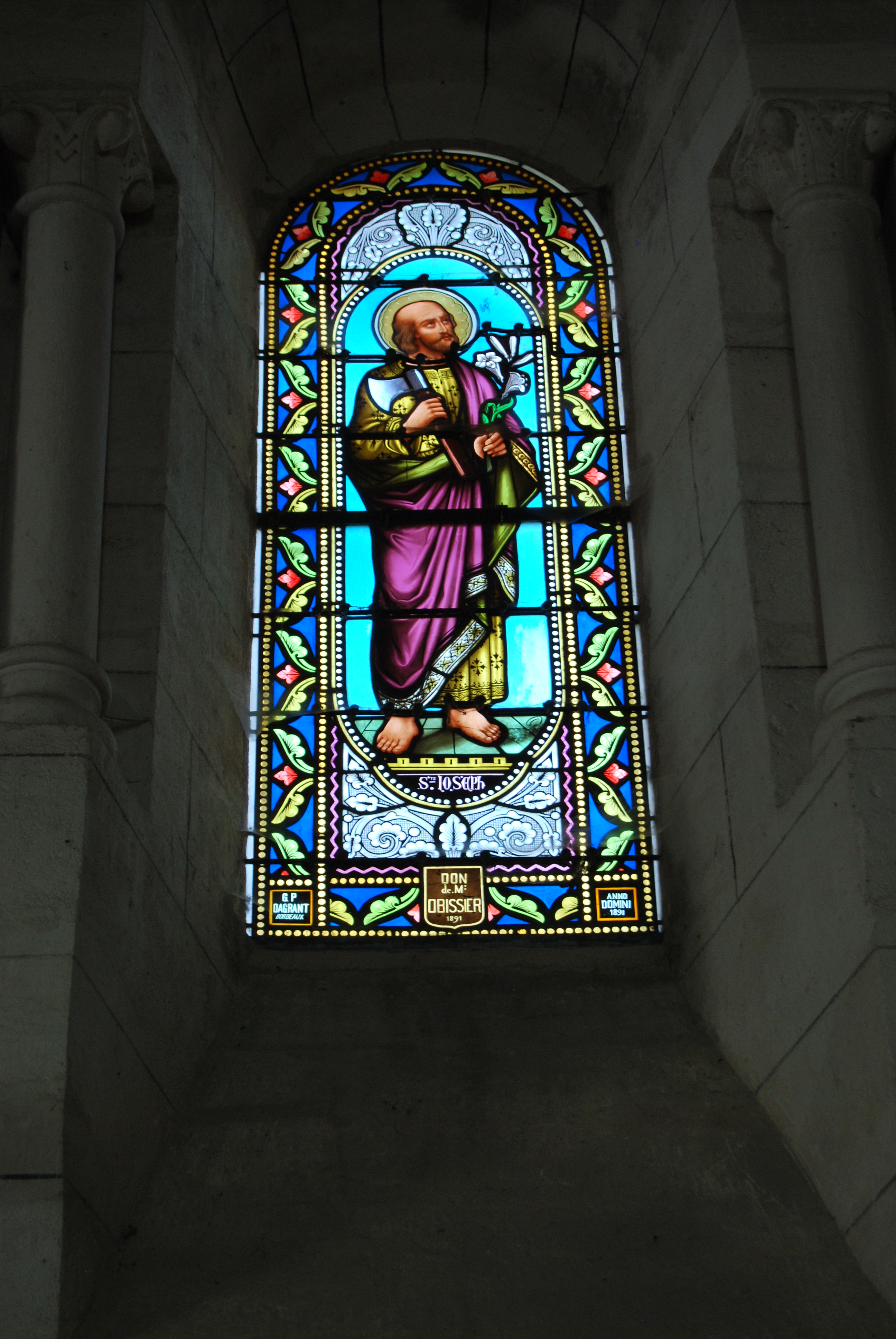
Saint Joseph

Le portail a été classé au titre des monuments historiques par arrêté du 1er décembre 1908.